# Euagathis polita
Euagathis polita är en stekelart som beskrevs av Szepligeti 1914. Euagathis polita ingår i släktet Euagathis och familjen bracksteklar. Inga underarter finns listade i Catalogue of Life.